# Ada Leverson
Ada Leverson (Londra, 10 ottobre 1862 – Londra, 30 agosto 1933) è stata una scrittrice inglese.

## Biografia
Iniziò a scrivere all'inizio del 1890, contribuì a diversi giornali dell'epoca vittoriana, anche satirici come il " Black and White", Punch, e "The Yellow Book". In seguito diventò un'amica devota di Oscar Wilde, a lei lo scrittore irlandese si rivolgeva chiamandola con il nomignolo "Sphinx"; 
Si sposò con Ernest Leverson quando lei aveva 19 anni, ma il matrimonio finì nel 1905 per via di un allontanamento del marito (partì per il Canada). Dal matrimonio nacque una figlia, Violet che seguì le orme della madre.

## Opere
- The Twelfth Hour (1907)
- Love's Shadow (1908)
- The Limit (1911)
- Tenterhooks (1912)
- Bird of Paradise (1914)
- Love at Second Sight (1916)
- Letters To The Sphinx From Oscar Wilde and Reminiscences of the Author (1930)